# Río Rafael
El Río Rafael en el tramo superior y Río Pingueral en el inferior, es un curso de agua que nace al sur del pueblo Rafael (Chile) (comuna de Tomé, provincia de Concepción, en la Región del Biobío).

## Trayecto
Nace  de la confluencia de los esteros Conuco y Las Taguas para continuar en dirección noroeste hasta su desembocadura en la Bahía Coliumo, al sur de la Punta Pingueral, en el Océano Pacífico.: 412 
En el curso medio desaguan en él por el lado derecho su afluente principal, el estero La Cascada, de rumbo general al oeste y una longitud de 7 km. Poco antes de su desembocadura recibe por el flanco derecho, el estero El Molino cuyo rumbo general es al oeste y de longitud total de 4 km.

## Caudal y régimen
Entre 1985 y 1989 funcionó en la ribera del río Pingueral una estación fluviométrica que midió el caudal por tres años. En los 3 años el caudal máximo varió entre 8 y 16 m³/s en los meses de invierno y entre 1 y 2 m³/s en los meses de verano.
Tiene un régimen estrictamente pluvial, con crecidas en invierno.: 412 
En un estudio del año 2003 encargado por la Comisión Nacional de Riego, se estimaron los caudales de este río extrapolando las precipitaciones, escorrentía y caractreísticas del suelo desde otras cuencas cercanas y semejantes a la de este río. Este método ha dado resultados satisfactorios en entras cuencas del litoral que carecen de estaciones fluviométricas.: 3–10 

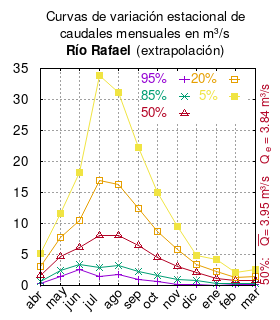
Curvas de variación estacional del río Rafael. Estos caudales no han sido medidos en un aforo sino calculados extrapolando precipitaciones, escorrentía y superficies de drenaje de cuencas cercanas a la del Rafael.

El caudal del río (en un lugar fijo) varía en el tiempo, por lo que existen varias formas de representarlo. Una de ellas son las curvas de variación estacional que, tras largos periodos de mediciones, predicen estadísticamente el caudal mínimo que lleva el río con una probabilidad dada, llamada probabilidad de excedencia. La curva de color rojo ocre (con {\displaystyle {\color {Red}\vartriangle }}) muestra los caudales mensuales con probabilidad de excedencia de un 50%. Esto quiere decir que ese mes se han medido igual cantidad de caudales mayores que caudales menores a esa cantidad. Eso es la mediana (estadística), que se denota Qe, de la serie de caudales de ese mes. La media (estadística) es el promedio matemático de los caudales de ese mes y se denota {\displaystyle {\overline {Q}}}. 
Una vez calculados para cada mes, ambos valores son calculados para todo el año y pueden ser leídos en la columna vertical al lado derecho del diagrama. El significado de la probabilidad de excedencia del 5% es que, estadísticamente, el caudal es mayor solo una vez cada 20 años, el de 10% una vez cada 10 años, el de 20% una vez cada 5 años, el de 85% quince veces cada 16 años y la de 95% diecisiete veces cada 18 años. Dicho de otra forma, el 5% es el caudal de años extremadamente lluviosos, el 95% es el caudal de años extremadamente secos. De la estación de las crecidas puede deducirse si el caudal depende de las lluvias (mayo-julio) o del derretimiento de las nieves (septiembre-enero).

## Historia
Francisco Solano Asta-Buruaga y Cienfuegos, que también lo llama "Pangal" o "Pangueral" , escribió en 1899 en su Diccionario Geográfico de la República de Chile sobre el río:
Rafael (Riachuelo de).-—Corriente de agua del departamento de Coelemu. Nace en la vertiente occidental de los altos de la serranía inmediata al O. del cerro de Cayumanque, formándose de varios pequeños arroyos. Uno de estos es el que llaman de Agua Tendida, ó de las Raíces y el principal el de Conuco, por cuyos fundos corre primero con este nombre hasta acercarse á la villa de Rafael; en seguida, con el de esta villa hasta la inmediación de su término y, por ultimo, con el de Pangueral hasta el Pacífico entrando en él bajo los 36º 28' Lat., nueve kilómetros al N. de la aldea de Dichato por donde se abre la caleta de Burca. Como su dirección general es al NO. y atraviesa desde su origen por serranías más ó menos quebradas, lleva un curso bastante tortuoso y de no menos de 85 kilómetros. Es de poco caudal y sus riberas son estrechas pero fértiles y cultivadas.